# Pavel Prokop
Pavel Prokop (...) è un giocatore di football americano ceco, che gioca come runningback per i Prague Black Panthers.
Dopo aver giocato per le giovanili dei Bělá Raiders (sotto le insegne dei Prague Lions), passa in prima squadra aagli stessi Raiders (che nel 2021 hanno giocato col nome di Mladá Boleslav Greenraiders); dal 2022 si trasferisce ai Prague Black Panthers.

## Palmarès
- 1 Austrian Bowl (Prague Black Panthers: 2024)